# Cavegirl (sitcom)
Cavegirl è una sitcom britannica prodotta tra il 2002 e 2003 in due stagioni. Le riprese sono state girate in Sudafrica nella Provincia del Capo Occidentale.

## Trama
La serie racconta le avventure di una adolescente della preistoria di nome Cavegirl, della sua famiglia e tribù sulla falsariga de I Flintstones.

## Distribuzione
La serie è stata trasmessa in italiano  dal canale tematico Rai Scuola nel programma didattico il "Divertinglese Teen in lingua originale e sottotitolata in inglese come lezione per l'apprendimento della lingua inglese.